# NGC 2470
NGC 2470 je galaksija u zviježđu Malom psu.

## Vanjske poveznice
- SEDS: NGC 2470